# Max Wiener
Max Wiener (geboren am 22. April 1882 in Oppeln, Provinz Schlesien; gestorben am 30. Juni 1950 in New York) war ein deutscher Rabbiner, Philosoph und Theologe. Er galt neben Leo Baeck als der bedeutendste Vertreter des Liberalen Judentums in Deutschland.

## Leben

### Jugend und Laufbahn als Rabbiner in Deutschland
Wiener war eines von vier Kindern des Lederwarenhändlers Isidor Wiener und seiner Frau Amalie, geborene Marcus. Er wuchs in einem traditionell-jüdisch geprägten, aber auch der deutschen Bildung verpflichteten Elternhaus auf. Sein Großvater war der Rabbiner Adolph Wiener (1812–1895), ein Schüler Akiba Egers.
Seine Heimatstadt Oppeln hat eine bis ins Mittelalter zurückreichende jüdische Geschichte. Die neuzeitliche Gemeinde entwickelte sich zu einem Vorposten des liberalen Judentums in Oberschlesien.
Mit Leo Baeck (1873–1956), dem herausragenden deutschen Liberalen des Judentums, traf Wiener bereits 1897 zum ersten Mal zusammen, als dieser Gemeinderabbiner in Oppeln wurde und Wiener sein Schüler im Religionsunterricht des dortigen Gymnasiums. Es entstand zwischen den beiden eine freundschaftliche und später auch kollegiale Verbindung, die bis zu Wieners Emigration nach den USA 1939 anhalten sollte.
Nach seinem Abitur am Oppelner Königlichen Katholischen Gymnasium studierte Wiener ab 1902 am konservativen Breslauer Rabbinerseminar, dem Jüdisch-Theologischen Seminar Fraenkelscher Stiftung, und der liberal geprägten Lehranstalt für die Wissenschaft des Judentums in Berlin. Gleichzeitig belegte er Philosophie und Psychologie an den jeweiligen Universitäten.
Wiener promovierte 1906 an der Breslauer Universität über „J. G. Fichtes Lehre vom Wesen und Inhalt der Geschichte“. 1907 erfolgte seine Ordination zum Rabbiner.
Auf Fürsprache Leo Baecks wurde Wiener 1908 dessen Assistent in Düsseldorf. Wiener war dort vor allem für den Religionsunterricht zuständig.
Am 19. April 1912 erhielt Max Wiener in der liberal geprägten Gemeinde Stettin seine erste volle Rabbinatsstelle.
1916 gründete Wiener dort ein Gemeindeblatt, vor allem, um auch Gemeindemitglieder zu erreichen, die seine Gottesdienste nicht besuchten.
Ab Juli 1917 war Max Wiener als Frontrabbiner im Ersten Weltkrieg tätig. Er verfasste an der Front regelmäßig Berichte an seine Gemeinde, die im Gemeindeblatt abgedruckt wurden. Nach dem Krieg kehrte er zunächst wieder nach Stettin zurück, widmete sich weiterhin seinen Gemeindeverpflichtungen und intensivierte in der zweiten Hälfte der zwanziger Jahre seine wissenschaftlichen Studien.
An Schawuot 1926 wurde Wiener in sein neues Amt als Berliner Gemeinderabbiner eingeführt. Auch diese Stelle hatte er der Fürsprache Leo Baecks zu verdanken. In seiner Berliner Position engagierte sich Wiener wiederum vor allem in der Bildungsarbeit: Er leitete die Erwachsenenbildung der Berliner Gemeinden und organisierte Vortragsreihen. Außerdem nahm er in den späten zwanziger Jahren eine Berufung zum „Studentenseelsorger“ an der Universität Berlin an. Wiener wurde damit der erste (und vor dem Krieg einzige) deutsche Studentenrabbiner.
Von 1936 bis 1939 war Wiener Vorstandsmitglied im Kulturbund Deutscher Juden.

### Wissenschaftliche Laufbahn
Eine Bewerbung auf den Hermann-Cohen-Lehrstuhl für Jüdische Philosophie an der Berliner „Lehranstalt“ 1912 war noch erfolglos geblieben, nicht zuletzt durch ein Gutachten Cohens, in dem dieser ihm „eine bedenkliche philosophische Unreife“ attestierte. Doch im Sommersemester 1924 konnte er, als Vertretung für den Philosophen Julius Guttmann, zum ersten Mal dort als Hochschuldozent tätig werden.
Im Wintersemesters 1928/29 lehrte er in Vertretung des Bibelprofessors Harry Torczyner (später Naftali Herz Tur-Sinai) und im darauf folgenden Wintersemester wiederum in Philosophie in Vertretung für Julius Guttmann.
In den folgenden Jahren arbeitete Wiener an seiner Habilitationsschrift Die jüdische Religion im Zeitalter der Emanzipation, mit der er eine Professur für Philosophie an der Universität Berlin zu erlangen hoffte. Diese schien Wieners Aspirationen auch durchaus positiv gegenüberzustehen. Die „Machtergreifung“ der Nationalsozialisten und mit ihr die Ausschließung jüdischer Dozenten von den Universitäten machten jedoch alle Hoffnungen und Pläne in dieser Richtung zunichte.
Wiederum war es die Berliner Hochschule für die Wissenschaft des Judentums, die Wiener rief und ihm doch noch eine Anstellung als ordentlicher Dozent ermöglichte. Nach der Emigration Julius Guttmanns nach Palästina im Jahr 1935 wurde Wiener zu dessen Nachfolger ernannt und hatte dort ab dem Wintersemester 1935/36 den Lehrstuhl im Fachbereich „Jüdische Religionsphilosophie und Ethik“ bis zu seiner eigenen Emigration 1939 inne.

### Emigrant in Amerika (1939–1950)
Das weitere Leben Wieners steht sehr im Schatten seiner Emigration nach den USA und der damit verbundenen kulturellen Unterschiede, die er nie völlig überwinden konnte.
Aufgrund einer Einladung des Direktors des Hebrew Union College in Cincinnati, Julian Morgenstern, gelang Wiener die Ausreise aus Deutschland wenige Tage vor Ausbruch des Zweiten Weltkriegs. Er erreichte New York am 5. September 1939. Allerdings zerschlug sich schnell Wieners Hoffnung, am Hebrew Union College als ordentliches Mitglied des Lehrkörpers in seinen Fachgebieten Bibel oder Philosophie angestellt werden zu können. Stattdessen wurde ihm lediglich angeboten, Präparandenkurse in Mischna und Talmud abzuhalten, und auch als 1940 der dortige Philosophieprofessor, Zwi Diesendruck, starb, wurde Wiener dessen Position nicht angeboten.
1941 vermittelte ihm das College eine Rabbinerstelle in Fairmont, einer Kleinstadt in West Virginia. Wiener war mit seiner neuen Gemeinde sehr unzufrieden, sie erschien ihm „unkultiviert“ und „ungebildet“.
Erst 1943 fand Wiener einen Platz, an dem er gebraucht wurde. Hugo Hahn vermittelte ihm in seiner Gemeinde „Habonim“ in New York eine Stelle als Special Rabbi und Verantwortlicher für die Bildungsarbeit. Es handelte sich um eine deutsche liberale Flüchtlingsgemeinde, bei der er Vorträge, Kurse und an den hohen Feiertagen auch Gottesdienste hielt.
Von 1949 bis 1950 war Wiener Präsident der Theodor-Herzl-Gesellschaft der Zionist Organisation of America.
Max Wiener starb in New York am 30. Juni 1950 im Alter von 68 Jahren.
Sein Sohn Theodore Wiener legte das Rabbinerexamen am Hebrew Union College Cincinnati ab und wurde Bibliothekar an der Library of Congress.

## Werke
- Die Anschauungen der Propheten von der Sittlichkeit. Berlin, 1909. (Schriften der Lehranstalt für die Wissenschaft des Judenthums. Bd. 1, Nr. 3/4.)
- Zur Geschichte der religiösen Aufklärung. In: Liberales Judentum. Bd. 3, 1911, S. 13–15, 155–158, 207–210, 259–263, 274–278.
- Die Religion der Propheten. Frankfurt, 1912. (Volksschriften über die jüdische Religion. Bd. 1, Nr. 1.)
- Zur Geschichte des Offenbarungsbegriffs. In: Judaica. Festschrift zu Hermann Cohens siebzigstem Geburtstage. Berlin, 1912 (Neudruck 1980), S. 1–24.
- Nationalismus und Universalismus bei den jüdischen Propheten. In: Der jüdische Wille. Bd. 2, Nr. 4/5, 1920, S. 190–200.
- Jüdische Frömmigkeit und religiöses Dogma. In: Monatsschrift für die Geschichte und Wissenschaft des Judentums (MGWJ). Bd. 67, 1923, S. 153–167, 225–244; Bd. 68, 1924, S. 27–47. (Wieder abgedruckt in: Kurt Wilhelm (Hrsg.): Wissenschaft des Judentums im deutschen Sprachbereich. Tübingen, 1967, Bd. 2, S. 679–735.)
- Vernunft und Offenbarung. In: Der Morgen. Bd. 1, Nr. 3, 1925, S. 253–267.
- Der Offenbarungsglaube im Lichte der Bibelkritik [und] Diskussion. In: Die erste Weltkonferenz liberaler Juden. Reden – Diskussion – Beschlüsse. Berlin, 1926, S. 27–32, 97–98.
- Der Begriff der Religion und die Eigentümlichkeit der jüdischen. In: Die jüdische Idee und ihre Träger. Beiträge zur Frage des jüdischen Liberalismus und Nationalismus. Berlin, 1928, S. 23–26.
- Tradition und Kritik im Judentum. In: Paul Tillich (Hrsg.): Protestantismus als Kritik und Gestaltung. Darmstadt, 1929, S. 347–407.
- Begriff und Aufgabe der jüdischen Theologie. In: Monatsschrift für die Geschichte und Wissenschaft des Judentums (MGWJ). Bd. 77, 1933, S. 3–16.
- Jüdische Religion im Zeitalter der Emanzipation. Berlin, Philo 1933. (Neudruck, mit einem Nachwort von Daniel Weidner: Berlin, Jüdische Verlagsanstalt 2002.)
- Religionsphilosophie und Religion. In: Monatsschrift für die Geschichte und Wissenschaft des Judentums (MGWJ). Bd. 83, 1938. (Unveröffentlicht. Erstmals gedruckt: Tübingen, 1963, S. 568–581.) (Veröffentlichungen des Leo Baeck Instituts.)
- Aufriß einer jüdischen Theologie. In: Hebrew Union College Annual (HUCA). Bd. 18, 1943, S. 353–396.
- Abraham Geiger and liberal Judaism. The challenge of the nineteenth century. New York, Jewish Publication Society of America 1962. (Wichtige Werke Geigers, zusammengestellt und mit biographischer Einleitung versehen von Wiener. Ursprünglich deutsches Manuskript, das Buch ist aber nie auf Deutsch erschienen.)